# Výklenková kaple (Horní Počernice)
Výklenková kaple v Horních Počernicích v Praze se nachází na prostranství v ulici Stoliňská. Je chráněna jako nemovitá kulturní památka České republiky.

## Historie
Výklenková kaple Panny Marie pochází z počátku 19. století.

## Popis
Drobná stavba s půlkruhovou nikou je lemovaná pilastry a ukončena trojúhelným štítem. V nice na konzole má umístěnu pískovcovou sochu Panny Marie Immaculaty.